# Orbilia sarraziniana
Orbilia sarraziniana är en svampart som beskrevs av Boud. 1885. Orbilia sarraziniana ingår i släktet Orbilia och familjen vaxskålar.  Arten är reproducerande i Sverige. Inga underarter finns listade i Catalogue of Life.